# SWB-huset

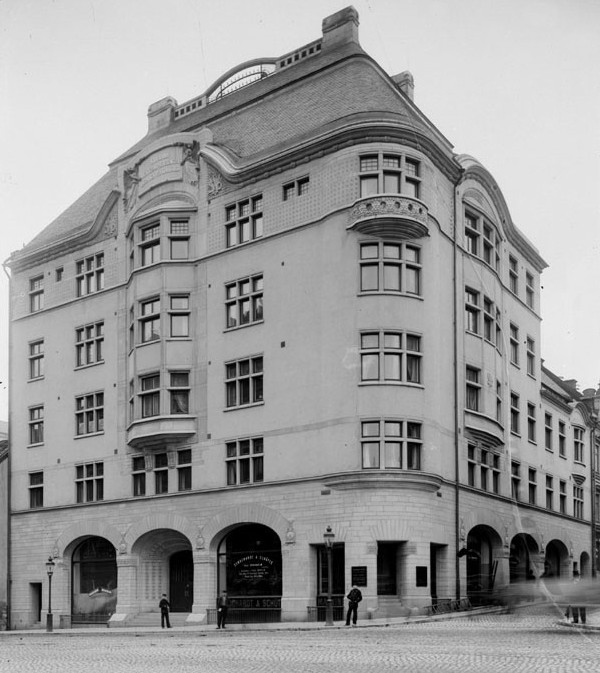
SWB-huset 1904.

SWB-huset var en byggnad vid Vasagatan 24 i centrala Stockholm som innehöll kontor och bostäder för Stockholm–Västerås–Bergslagens Järnvägar.

## Historik

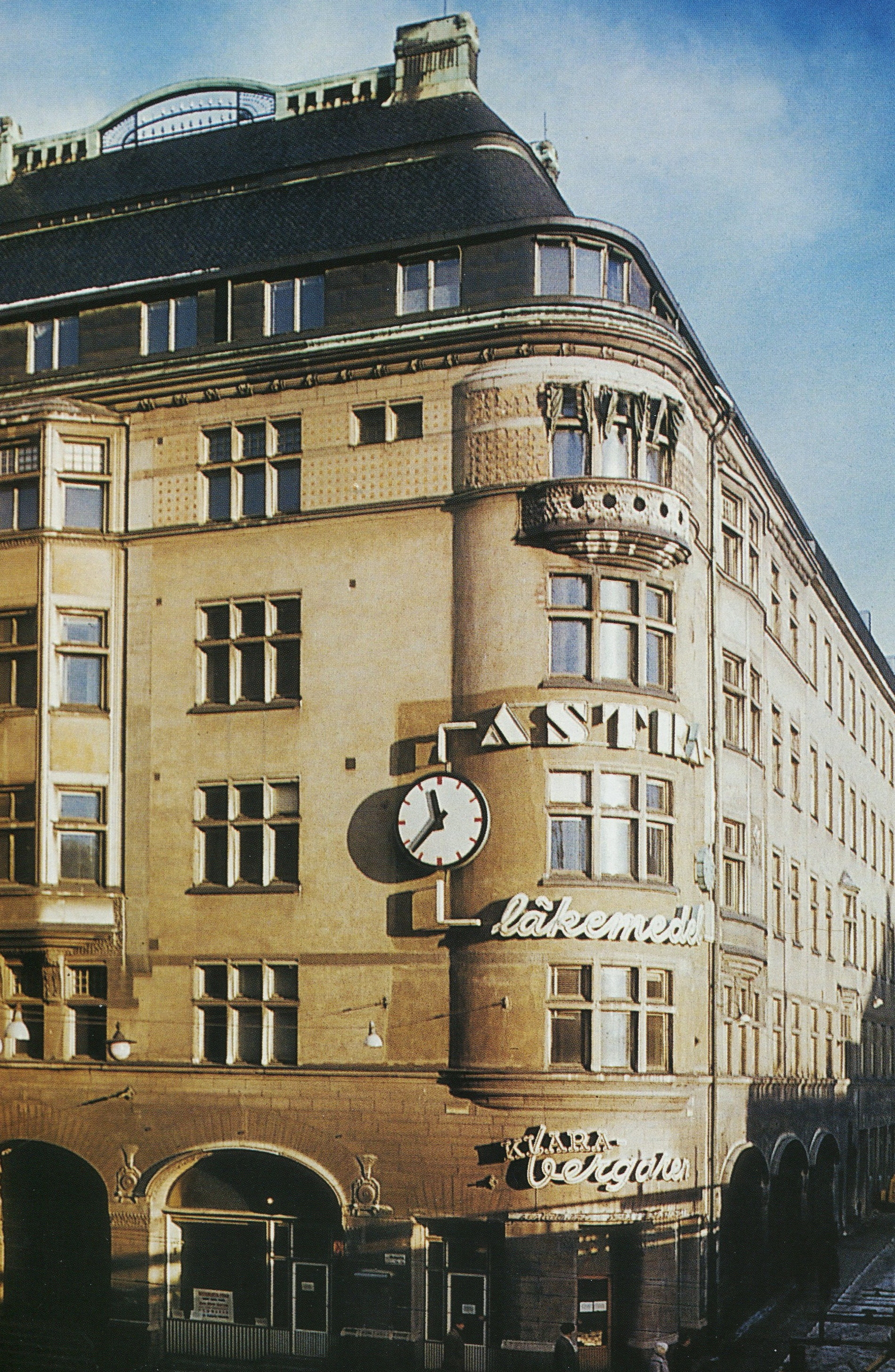
SWB-huset i januari 1961.

Det enskilda järnvägsbolaget Stockholm–Västerås–Bergslagens Järnvägar (förkortat SWB) hade vid sin tillkomst 1872–75 fått slutstation och stationshus i Huvudsta, men genom SJ:s anslutningsbana kunde tågen nå Stockholms centralstation. Arkitekten Erik Lallerstedt svarade för utformningen av många av SWB:s byggnader och ritade även ett kontors- och bostadshus mitt emot centralstationen i kvarteret Svanen vid korsningen av Vasagatan och Klarabergsgatan. Nybyggnadsritningarna signerades 1901 och året därpå kunde byggnaden slutbesiktigas. Frithiof Dahl var byggmästare.
Lallerstedt arbetade vid denna tid i en kraftfull jugendarkitektur, som utmärktes av mjukt modellerade putsfasader, rundade burspråk eller utbyggnader, höga valmade tak, putsdekor i form av tunna ränder och infällda kakelplattor i mustiga färger; uttryck som återfinns i den fem våningar höga byggnaden. Ivar Tengbom var vid denna tid medarbetare på arkitektkontoret och svarade för formgivningen av de lokreliefer som prydde bottenvåningens Närke-kalkstenssockel. Ornamentiken var i övrig enkel, med murgrönan som ledmotiv. Huset var putsat i en gul ton, och i den översta våningen fanns glaserade mosaikbitar infällda. Det höga valmade taket, täckt av koppar och skiffer, kröntes av en telefongalge varigenom telefontrådar kunde dras. Under taket stod "Stockholm–Västerås–Bergslagens Järnvägars änke- och pupillkassa" att läsa i guldbokstäver.  Mot Hotell Continental utmed Klarabergsgatan fanns en lägre huskropp i tre plan. Under rubriken "Ett järnvägspalats" beskrev Svenska Dagbladet byggnaden 1903. Man pekade särskilt på de stora rundbågefönstren med hela rutor "i sin egenskap af största i Stockholm, hvilket torde betyda detsamma som i Sverige. Glaset i desamma mäter i längd 4,81 meter och i höjd 3,61 meter". Byggkostnaden, inklusive tomt, uppskattades till en halv miljon kronor.
Järnvägsbolaget disponerade till en början våningarna en- och två trappor upp. Här fanns förutom sessionssal även rum för verkställande- och trafikdirektör. Dessa våningar rymde vidare biljett- och formulärförråd, en större telegrafisal, kontrollkontor och ämbetsmannakontor samt trafikinspektörens rum. Övriga högre våningar var inredda för privatbostäder med tre våningar på tio, nio respektive sex rum och kök. Huset var utrustat med hissar, med slingrigt smidda hissdörrar, och central uppvärmning av våningarnas tamburer. I övrigt fanns inmurade kakelspisar och Rörstrandskakelugnar för att säkra värmen i huset.
I husets bottenvåning låg i många år restaurangen Klarabergaren som var en av flera Norma-restauranger i innerstaden. Det rundade hörnet pryddes under senare år av en klocka och neonreklam då huset även byggts på med en våning.
SWB förstatligades 1944 och fastigheten tillföll SJ, som där kom att inhysa några av Järnvägsstyrelsens avdelningar. Huset hindrade i många år utbyggnaden av Klarabergsviaduktens norra halva, och 1961 revs byggnaden. På platsen uppfördes under åren 1962–1965 kontors- och affärshuset Klarabergsgatan 60 efter ritningar av  arkitekt Anders Berg med byggherren Olle Engkvist.

## Fasaddetaljer

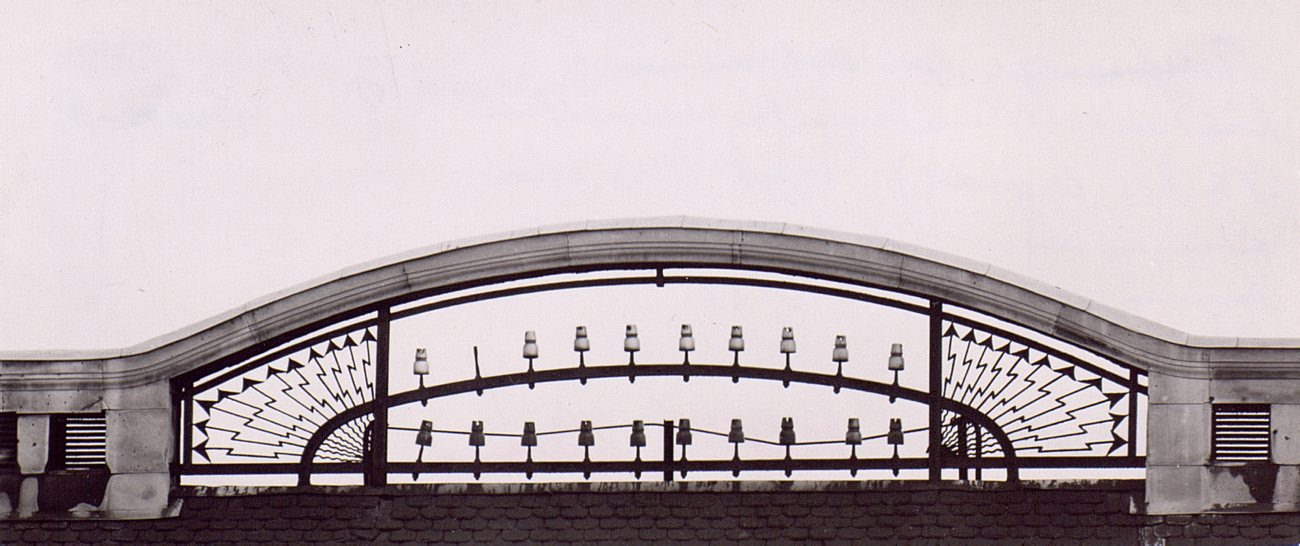
Arkitektritad telefongalge på husets tak
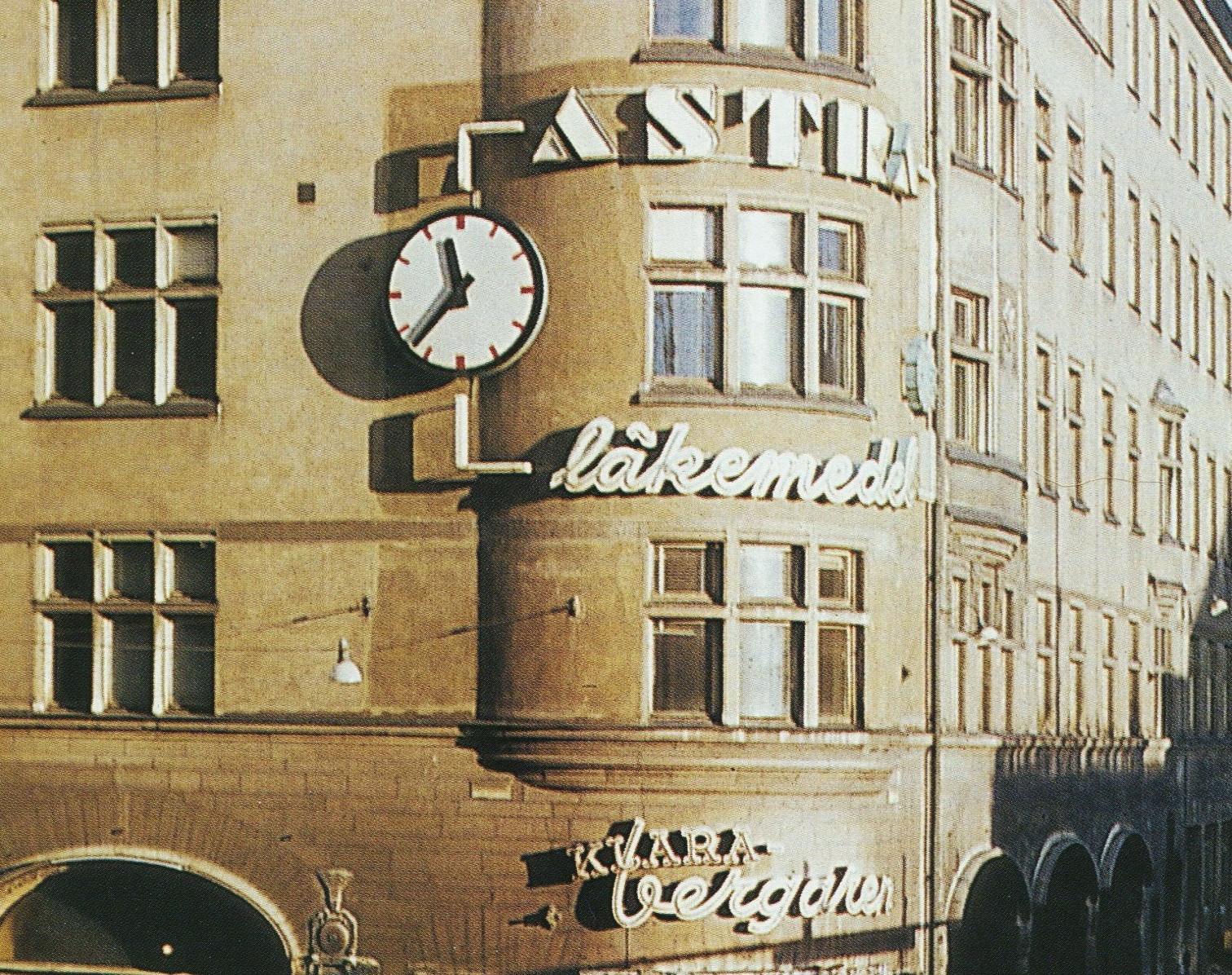
Neonreklam för Astra och Klarabergaren
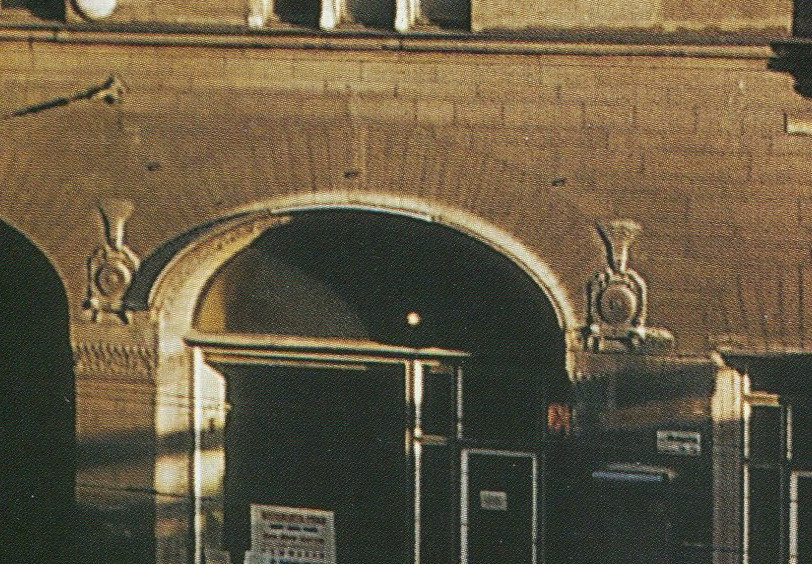
Lokomotiv-relief